# Брайкович, Роко
Ро́ко Бра́йкович (хорв. Roko Brajković; родился 3 июля 2005, Сплит) — хорватский футболист, нападающий клуба «Хайдук» и молодёжной сборной Хорватии.

## Клубная карьера
Уроженец Сплита, Роко является воспитанником футбольной академии местного клуба «Хайдук». 29 апреля 2022 года дебютировал в дебютировал в основном составе «Хайдука» в матче Хорватской футбольной лиги против «Хрватски Драговоляц».

## Карьера в сборной
Выступал за сборные Хорватии до 15, до 16, до 17, до 18 и до 19 лет.